# Айзенберг, Григорий Давыдович
Григо́рий Дави́дович Айзенбе́рг (8 [21] мая 1908, Николаев, Херсонская губерния, Российская империя — 5 октября 1993, Москва) — оператор комбинированных съемок, оператор-постановщик. Заслуженный деятель искусств РСФСР (1968). Лауреат Сталинской премии первой степени (1950).

## Биография
Родился 8 (21) мая 1908 год в Николаеве (ныне Украина).
Окончил Киевский институт киноинженеров в 1930 году.
В 1930 году — оператор киноочерков «Человек из местечка», «Люди степи», «Старт дан» и других.
В 1933 году — служба в РККА.
С 1934 года — оператор Одесской студии художественных фильмов.
В 1937—1939 годах преподавал на Одесских фотокурсах композицию кадра.
В 1937—1941 годах — начальник цеха комбинированных съёмок Одесской студии, вёл научно-творческие разработки в области комбинированных съёмок. Оператор комбинированных съёмок фильмов «Боксёры», «Дочь моряка», «Моряки», «Танкер „Дербент“».
В 1941—1944 годах — оператор цеха комбинированных съёмок Ташкентской киностудии. В качестве главного оператора и оператора комбинированных съёмок участвовал в создании «Боевых киносборников» № 8 и 11, фильмов «Морской ястреб», «Три гвардейца», «Необыкновенный роман» и других. Работал также на Ташкентской студии хроники (оператор фильмов «Уйгуры», «Джан Андижан», «Концерт пяти республик»).
С 1945 года — оператор киностудии «Мосфильм».
 В 1957—1958 годах принимал участие в научно-исследовательской работе по освоению на студии «бездекорационных» комбинированных съёмок по методу блуждающая маска, разработанному Б. Горбачёвым:

Перед инфраэкраном был построен только пол будущей декорации, поставлены столик, кресла, двигался актёр. «Декорацией» служили цветные фотографии, взятые из французского журнала «Дом».
 При этом мы без труда добились синхронного изменения света на актёре и в «декорации». Актриса поворачивала выключатель (в первой экспозиции), и в этот момент на ней и на ковре «зажигался» дополнительный свет.
— Григорий Айзенберг, «Изобразительные возможности комбинированной съёмки», 1961

В 1958 году применил метод блуждающей маски в картине Григория Александрова:

В фильме «Человек человеку…» все концертные номера были сняты перед инфраэкраном за две недели фестиваля (более 25 номеров) и соединены с фонами, снятыми в различных городах Сибири, на озере Байкал, а также во время фестиваля в Москве. Само собой разумеется, что провести такие съёмки концертных номеров непосредственно во всех этих местах было бы абсолютно невозможно.
— Григорий Айзенберг, «Изобразительные возможности комбинированной съёмки», 1961
В 1957—1959 годах вёл на режиссёрских курсах «Мосфильма» курс комбинированных съёмок, в 1977—1978 годах «Операторское мастерство» на режиссёрском отделении Высших курсов сценаристов и режиссёров. Председатель Творческого бюро цеха комбинированных съёмок «Мосфильма» с 1978 года, член Союза кинематографистов СССР (Москва).
Г. Д. Айзенберг скончался в Москве 5 октября 1993 года.

## Признание и награды
- Сталинская премия первой степени (1950) — за фильм «Сталинградская битва» (1948—1949).
- Заслуженный деятель искусств РСФСР (1968).

## Фильмография
| Год       | Фильм                           |                                 |
| --------- | ------------------------------- | ------------------------------- |
| 1935      | Одесса                          | оператор                        |
| 1936      | Приключения Петрушки            | оператор                        |
| 1936      | Музыка                          | оператор                        |
| 1941      | Боксеры                         | оператор                        |
| 1942      | Боевой киносборник № 11         | оператор                        |
| 1945      | Здравствуй, Москва!             | оператор комбинированных съёмок |
| 1947      | Весна                           | оператор комбинированных съёмок |
| 1947      | Поезд идёт на восток            | оператор комбинированных съёмок |
| 1947      | Русский вопрос                  | оператор комбинированных съёмок |
| 1948-1949 | Сталинградская битва            | оператор комбинированных съёмок |
| 1950      | Кавалер Золотой Звезды          | оператор комбинированных съёмок |
| 1950      | Секретная миссия                | оператор комбинированных съёмок |
| 1952      | Композитор Глинка               | оператор комбинированных съёмок |
| 1953      | Великий воин Албании Скандербег | оператор комбинированных съёмок |
| 1954      | Испытание верности              | оператор комбинированных съёмок |
| 1954      | Мы с вами где-то встречались    | оператор комбинированных съёмок |
| 1955      | Дорога                          | оператор комбинированных съёмок |
| 1956      | Бессмертный гарнизон            | оператор комбинированных съёмок |
| 1956      | Урок истории                    | оператор комбинированных съёмок |
| 1957      | Поединок                        | оператор комбинированных съёмок |
| 1958      | Человек человеку…               | оператор-постановщик            |
| 1960      | Русский сувенир                 | оператор-постановщик            |
| 1961      | Воскресение                     | оператор комбинированных съёмок |
| 1962      | 49 дней                         | оператор комбинированных съёмок |
| 1963      | Пропало лето                    | оператор комбинированных съёмок |
| 1964      | Секрет успеха                   | оператор комбинированных съёмок |
| 1965-1967 | Война и мир (4 серии)           | оператор комбинированных съёмок |
| 1965      | Новогодний календарь            | оператор комбинированных съёмок |
| 1966      | Нет и да                        | оператор комбинированных съёмок |
| 1967      | Весна на Одере                  | оператор комбинированных съёмок |
| 1967      | Исход                           | оператор комбинированных съёмок |
| 1967      | Софья Перовская                 | оператор комбинированных съёмок |
| 1969      | Вальс                           | оператор комбинированных съёмок |
| 1969      | Красная палатка                 | оператор комбинированных съёмок |
| 1969      | Посол Советского Союза          | оператор комбинированных съёмок |
| 1970      | Море в огне                     | оператор комбинированных съёмок |
| 1970      | Песни моря                      | оператор комбинированных съёмок |
| 1971      | У нас на заводе                 | оператор комбинированных съёмок |
| 1973      | Молчание доктора Ивенса         | оператор комбинированных съёмок |
| 1974      | Соколово                        | оператор комбинированных съёмок |
| 1974—1977 | Хождение по мукам (13 серий)    | оператор комбинированных съёмок |
| 1975      | Дерсу Узала                     | оператор комбинированных съёмок |
| 1975      | Ярослав Домбровский             | оператор комбинированных съёмок |
| 1976      | Слово для защиты                | оператор комбинированных съёмок |
| 1977      | Гонки без финиша                | оператор комбинированных съёмок |
| 1977      | Трактир на Пятницкой            | оператор комбинированных съёмок |
| 1978      | Женщина, которая поёт           | оператор комбинированных съемок |
| 1978      | Любовь моя, печаль моя          | оператор комбинированных съёмок |
| 1979      | Отец и сын                      | оператор комбинированных съёмок |
| 1980      | Люди в океане                   | оператор комбинированных съёмок |
| 1980      | Тегеран-43                      | оператор комбинированных съёмок |
| 1980      | Что можно Кузенкову?            | оператор комбинированных съёмок |
| 1982      | Берегите мужчин!                | оператор комбинированных съёмок |
| 1982      | Мать Мария                      | оператор комбинированных съёмок |
| 1983      | Берег                           | оператор комбинированных съёмок |
| 1984      | Победа                          | оператор комбинированных съёмок |
| 1984      | Расставания                     | оператор комбинированных съёмок |
| 1985      | Алов                            | оператор комбинированных съёмок |
| 1987      | Выбор                           | оператор комбинированных съёмок |
| 1987      | Иван Великий                    | оператор комбинированных съёмок |
| 1989      | Сталинград                      | оператор комбинированных съёмок |
| 1996      | Ермак                           | оператор комбинированных съёмок |

## Галерея

Рабочие моменты
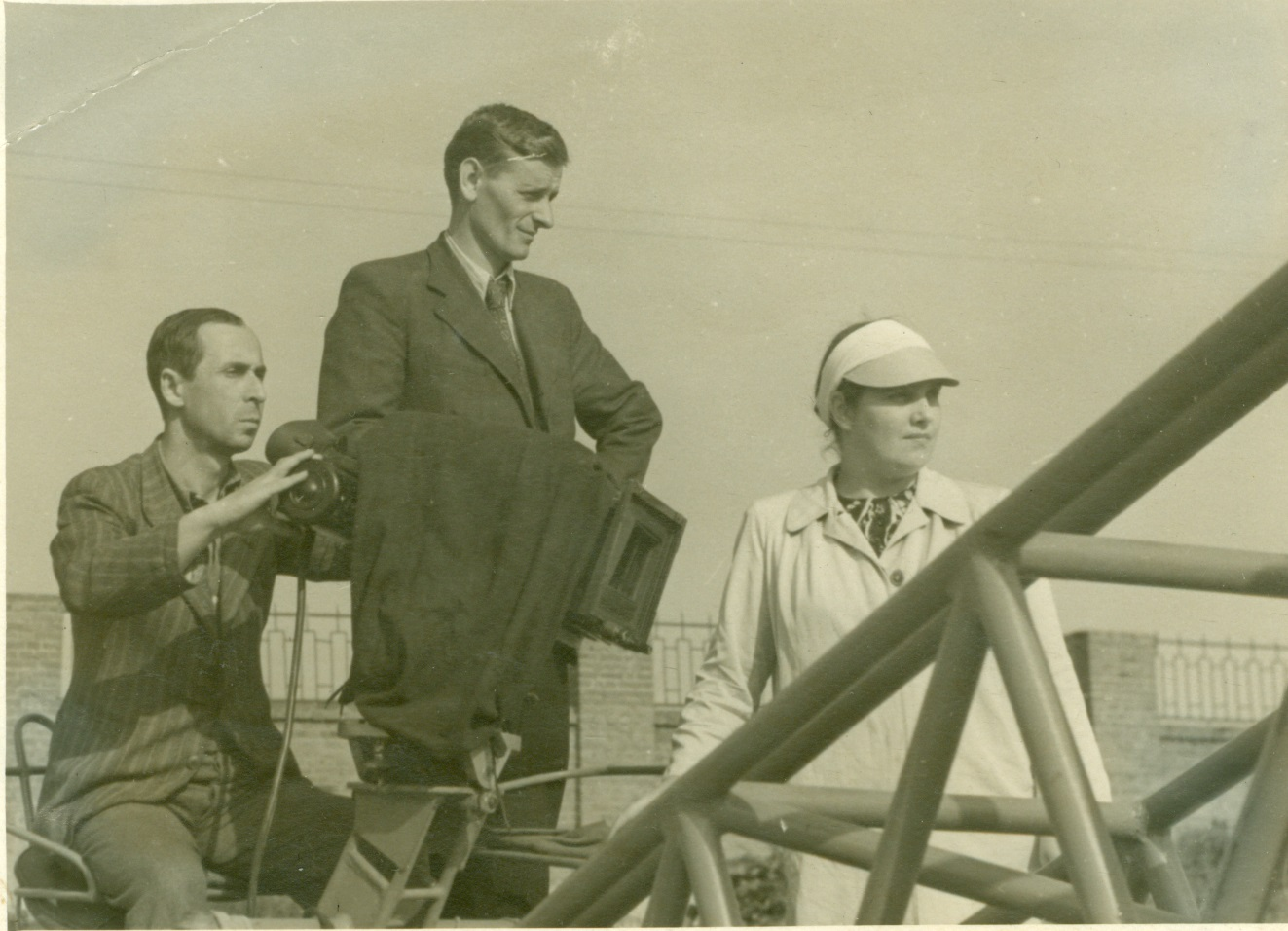
«Сталинградская битва», с художником Михаилом Семёновым
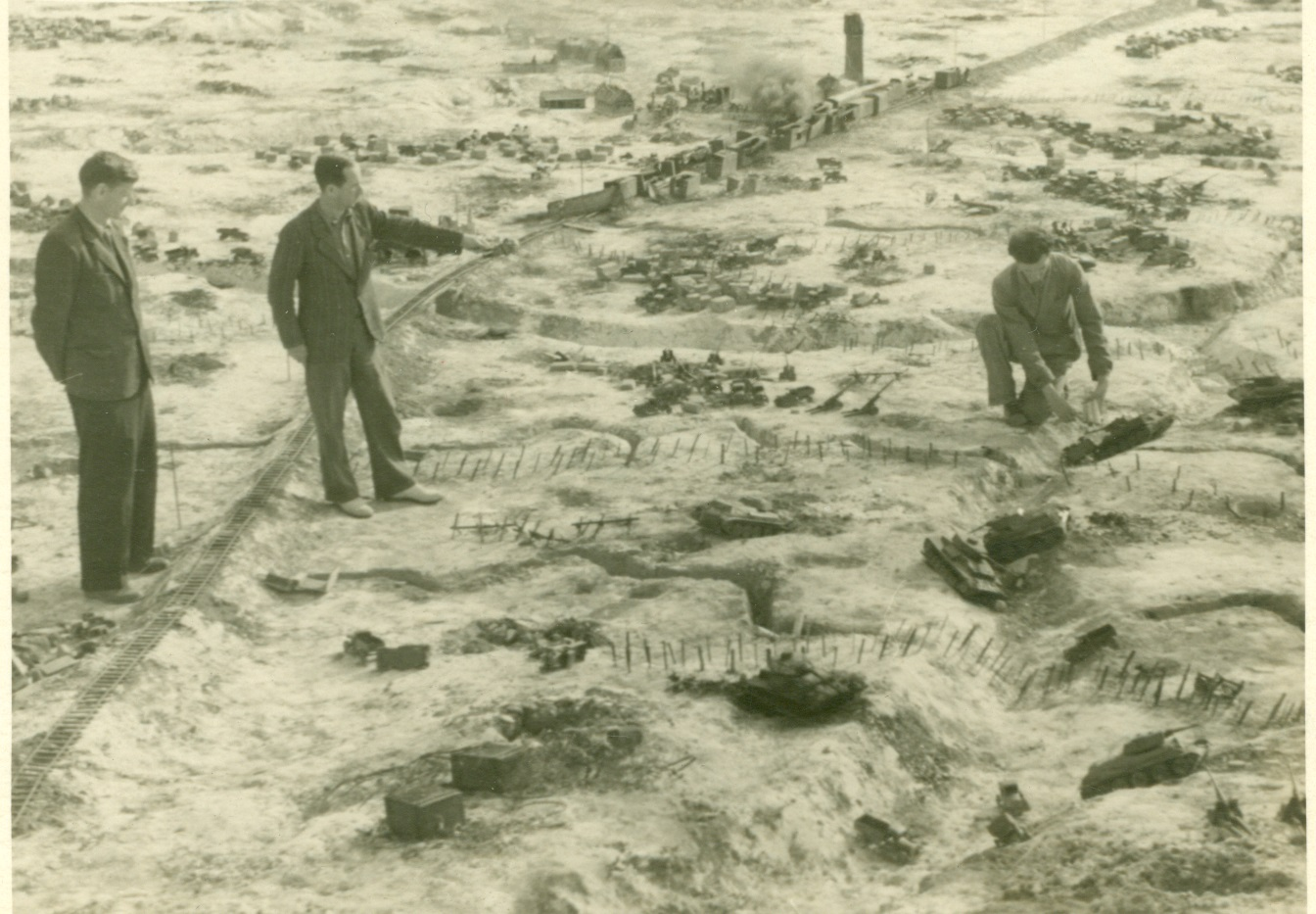
«Сталинградская битва», с художником Михаилом Семёновым
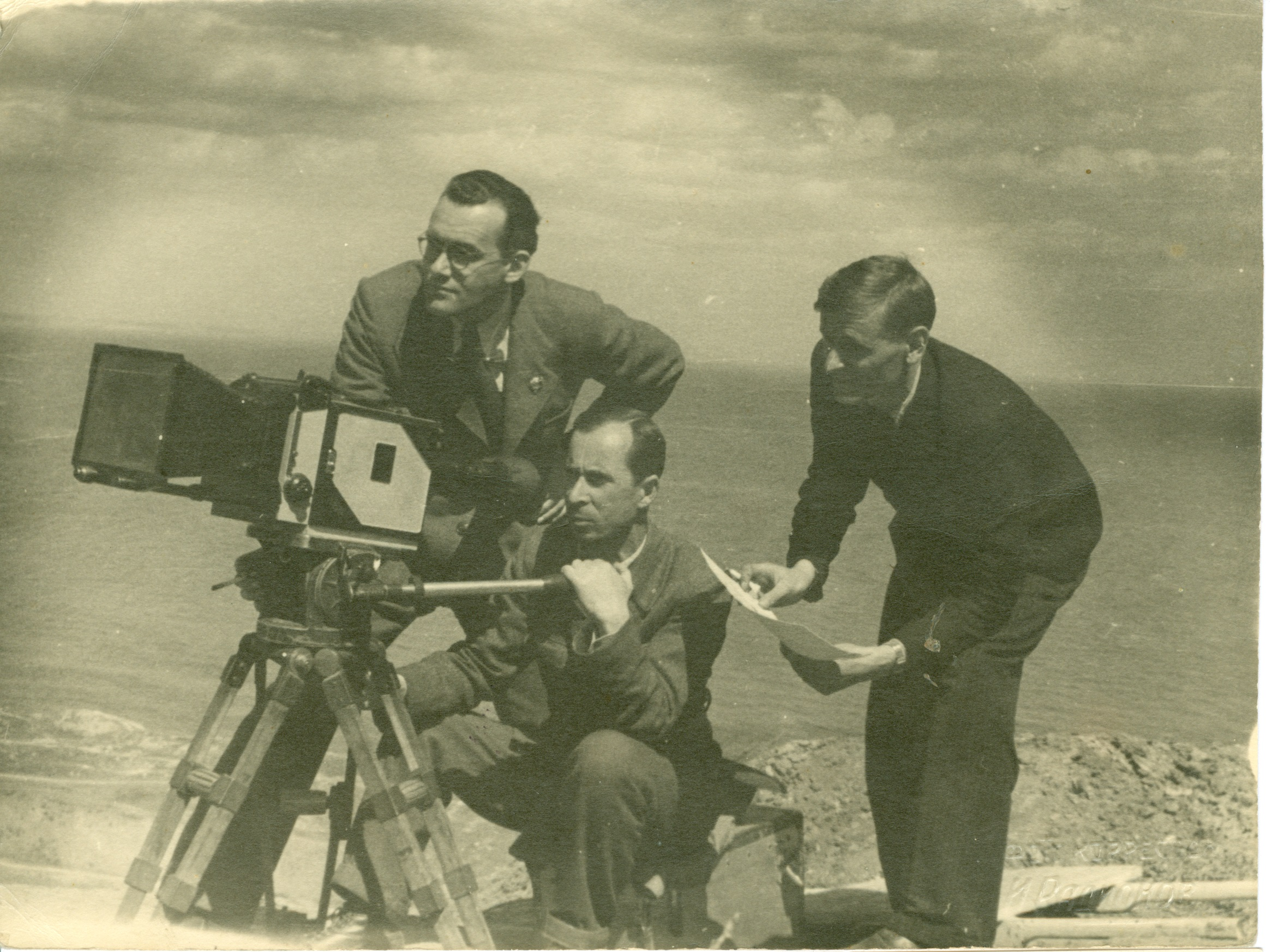
«Сталинградская битва», с художником Михаилом Семёновым
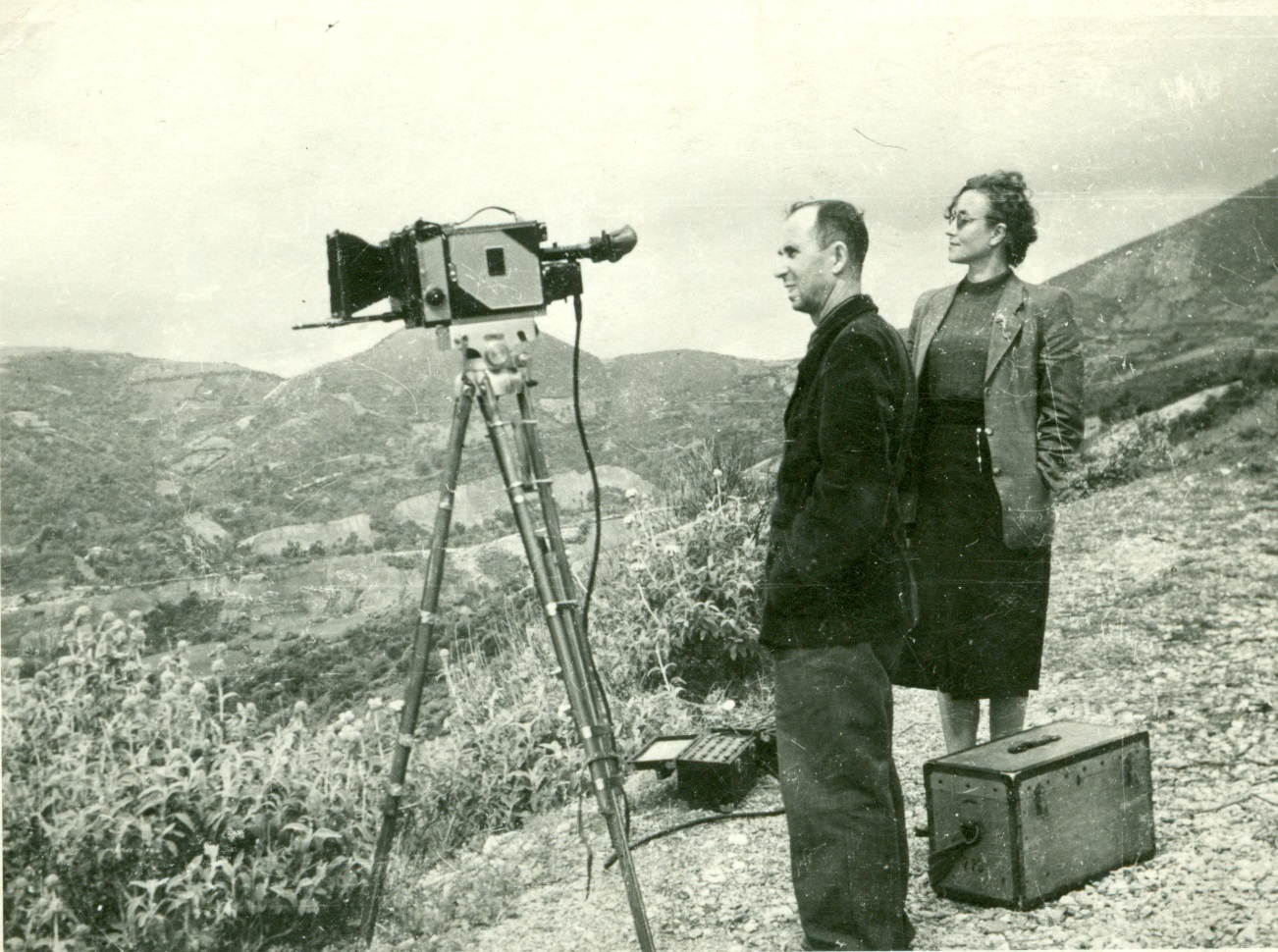
«Великий воин Албании Скандербег», выбор натуры с художником Людмилой Александровской
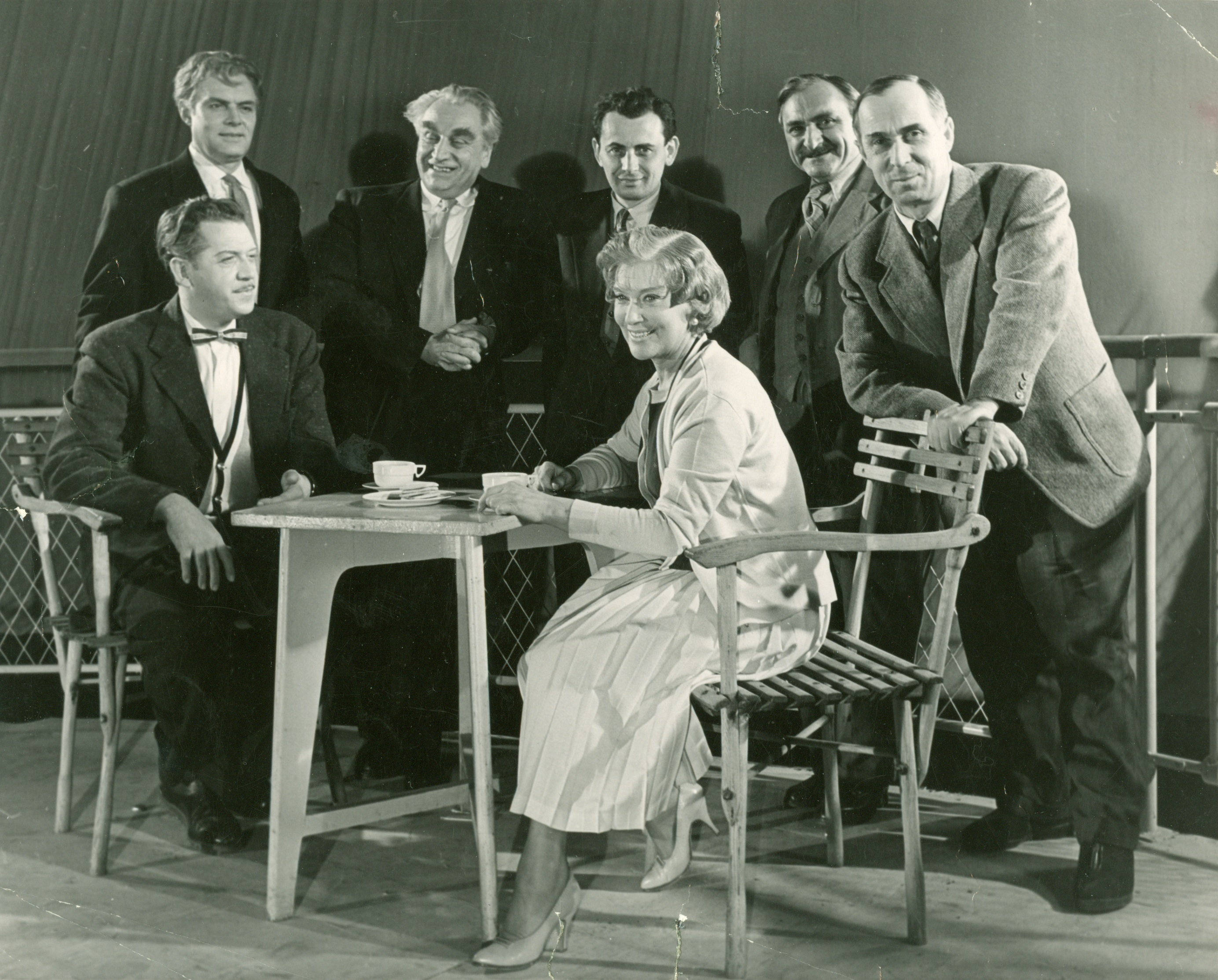
«Русский сувенир» Григорий Александров, Любовь Орлова, Андрей Попов, Павел Кадочников, Григорий Айзенберг (справа) и другие.